# Байтерек (Жуалинський район)
Байтере́к (каз. Бәйтерек) — село у складі Жуалинського району Жамбильської області Казахстану. Адміністративний центр Актюбинського сільського округу.
До 2007 року село називалось Октябрське.
Населення — 1713 осіб (2021; 1484 у 2009, 1945 у 1999, 1736 у 1989).